# Slape
Slape – wieś w Słowenii, w gminie Majšperk. W 2018 roku liczyła 141 mieszkańców.